# Zapasy na Igrzyskach Wspólnoty Narodów 1978
Zapasy na Igrzyskach Wspólnoty Narodów 1978, odbyły się w Edmonton.

## Mężczyźni

### Styl wolny
| Kat. wagowa |                      |                  |                      |
| ----------- | -------------------- | ---------------- | -------------------- |
| 48 kg       | Ashok Kumar          | George Gunovski  | Mark Dunbar          |
| 52 kg       | Ray Takahashi        | Sudesh Kumar     | Ken Hoyt             |
| 57 kg       | Satbir Singh         | Mike Barry       | Amrik Singh Gill     |
| 62 kg       | Egon Beiler          | Jagmander Singh  | Brian Aspen          |
| 68 kg       | Zsigmond Kelevitz    | Jagdish Kumar    | Joe Gilligan         |
| 74 kg       | Rajinder Singh       | Victor Zilberman | Keith Haward         |
| 82 kg       | Richard Deschatelets | Wally Koenig     | Ivan Weir            |
| 90 kg       | Steve Daniar         | Mick Pikos       | Kartar Dhillon Singh |
| 100 kg      | Wyatt Wishart        | Satpal Singh     | Murray Avery         |
| 110 kg      | Robert Gibbons       | Albert Patrick   | Ishwar Singh         |

## Tabela medalowa
| Poz.    | Państwo           |    |    |    | Łącznie |
| 1       | Kanada            | 6  | 3  | 0  | 9       |
| 2       | Indie             | 3  | 4  | 2  | 9       |
| 3       | Australia         | 1  | 2  | 1  | 4       |
| 4       | Szkocja           | 0  | 1  | 0  | 1       |
| 5       | Anglia            | 0  | 0  | 5  | 5       |
| 6       | Nowa Zelandia     | 0  | 0  | 1  | 1       |
|         | Irlandia Północna | 0  | 0  | 1  | 1       |
| Łącznie | Łącznie           | 10 | 10 | 10 | 30      |